# Jean-Pierre Bonnafont
Pour les autres personnalités de même patronyme, voir Bonnafont.
Jean-Pierre Bonnafont, né en 1805 et mort le 19 mai 1891 à Paris, est un médecin français, spécialiste de la mesure de l'acuité auditive ainsi que de la différenciation des surdités, novateur dans le domaine de l'otologie, inventeur de l'otoscope pour examiner l'oreille, instrument précurseur de l'endoscopie, créateur de l'aération transtympanique, membre de l'Académie de médecine.

## Biographie
Jean-Pierre Bonnafont naît le 22 janvier 1805 à Plaisance, dans le département du Gers. Il est le fils de Laurent Bonnafont, instituteur, et de Françoise Moyrie, d'une famille de milieu modeste. Son parrain est un médecin, le docteur Maur. Son petit fils est Louis Bonnafont, né à Plaisance le 25 août 1874, décédé à Paris, ancien huissier près la Cour de Cassation à Paris, croix de guerre (1914-1918), et époux d'Aglaé Sabail (1878), fille d'Alfred Sabail et grand-tante de Jean Charles L'officier (1913-1974).
Le jeune Jean-Pierre, attiré par la chirurgie, est reçu en août 1826 à l'officiat de santé. Mais l'année suivante il est appelé par la conscription, et affecté à Paris, au 6e régiment de la Garde royale,. Son colonel obtient qu'il puisse postuler comme élève chirurgien à l'Hôpital d'instruction des armées du Val-de-Grâce, et il y est admis en décembre 1828. Il commence donc ses études de médecine au Val-de-Grâce,, et y bénéficie notamment de l'enseignement de J.-P. Gama et surtout du chirurgien Louis Jacques Bégin. Préparateur à l'amphithéâtre, il approfondit particulièrement sa connaissance de l'oreille et commence à imaginer un appareil pour éclairer le conduit auditif.
Le duc des Cars favorise son intégration dans l'ambulance de la 3e division d'infanterie, comme sous-aide-major, pour participer à la Campagne d'Algérie. Jean-Pierre Bonnafont participe ainsi au combat de Chapelle-Fontaine et à la prise d'Alger en 1830, puis à la campagne de Médéa en 1832,.
Revenu en France pour présenter sa thèse sur les plaies par arme à feu, il est reçu docteur en médecine à Montpellier en 1834, puis repart en Algérie. Il y participe à la première expédition de Constantine en 1835, au siège de Constantine en 1837, à l'expédition de la Talna, puis à la marche sur Blida,.
Bonnafont est de retour en France en 1842, il y devient médecin principal à l'École d'état-major. Il est reconnu comme spécialiste de la mesure de l'acuité auditive ainsi que comme spécialiste de la différenciation des cas de surdité. Il prend sa retraite en 1860, et se retire à Antony. Il meurt le 19 mai 1891,,.

## Innovations et travaux
Jean-Pierre Bonnafont invente en 1834 le premier otoscope, instrument pour examiner l'oreille avec vision latérale, grâce à une source lumineuse réfléchie vers l'oreille par un miroir,. Il innove aussi en chirurgie : il opère en 1843 une « imperforation de l'oreille », en ouvrant par un trocart pour créer un conduit jusqu'à l'oreille interne, et en cautérisant au nitrate d'argent les parois de ce conduit. Il crée aussi l'aération transtympanique. Dans le domaine de l'hygiène, il fait équiper chaque soldat d'une gamelle individuelle.
Il publie de nombreux ouvrages et mémoires, qui portent notamment sur l'otologie, sur les maladies coloniales et les épidémies, sur l'hygiène des soldats en campagne, sur l'organisation des secours. Il fait paraître en 1860 son Traité théorique et pratique des maladies de l'oreille et des organes de l'audition, réédité en 1873. Il publie aussi des souvenirs sur ses séjours et ses campagnes en Algérie.

## Distinctions et hommages

### Décorations
- Officier de la Légion d'honneur, 1856[10].
- Deux citations à l'ordre de l'armée, 1839 et 1840[10].
- Commandeur de l'ordre de Notre-Dame de Guadalupe (Mexique).
- Chevalier de l'ordre de Léopold (Belgique).
- Chevalier de l'ordre de l'Immaculée Conception de Vila Viçosa (Portugal).

### Titres académiques
- Membre de l'Académie de médecine[11].
- Membre correspondant de l'Académie de Madrid et de l'Académie de Moscou[10].
- Membre correspondant des sociétés des sciences naturelles de Bruxelles, d'Odessa, de Marseille, de Nantes, et d'autres[10].

## Œuvres
- Considérations sur quelques pluies d'armes à feu observées durant la campagne d'Afrique, et de quelques procédés opératoires particuliers, 1834.
- Géographie médicale d'Alger et de ses environs, 1839.
- Mémoire sur quelques points d'anatomie pathologique de la trompe d'Eustachi et de la surdité qui peut en résulter, 1845.
- Réflexions sur l'Algérie, particulièrement sur la province de Constantine : sur l'origine de cette ville et les beys qui y ont régné depuis l'an de l'égire 1133 (1710) jusqu'en 1253 (1837), 1846.
- Considérations sur l'étiologie des fièvres intermittentes des marais et en particulier sur celle de la plaine de la Metidjah, en réponse au mémoire de M. le Dr Lavieille, 1847.
- A l'armée ! Observations sur quelques réformes à introduire dans le recrutement et dans le remplacement militaire, Paris, s.d.
- Nouveau Projet de réformes à introduire dans le recrutement de l'armée, ainsi que dans les pensions des veuves des militaires, 1850.
- Mémoire sur les polypes de l'oreille et sur une nouvelle méthode opératoire pour obtenir leur guérison, 1851.
- Mémoire sur la transmission des ondes sonores à travers les parties solides de la tête, servant à juger le degré de sensibilité des nerfs acoustiques, 1851.
- Extraction d'un calcul pesant vingt-sept grammes et situé dans la région bulbo-membrano-prostatique de l'urètre, 1852.
- De la Surdi-mutité, 1853.
- Discours sur les moyens à opposer à l'invasion du choléra asiatique, 1853.
- Mémoire sur la nécessité d'opérer un assainissement général des contrées marécageuses et surtout de celles arrosées par le delta du Gange, comme seul moyen prophylactique efficace à opposer aux ravages et aux diverses invasions de l'épidémie cholérique, 1853.
- Discussion sur les déplacements de la matrice, 1854.
- Mémoire sur le traitement des orchites en général par le collodion, 1854.
- Observation d'un bec-de-lièvre double très compliqué opéré avec succès par un nouveau mode opératoire, 1854.
- Du cathétérisme de la trompe d'Eustache et de quelques cas non décrits par les auteurs qui en réclament l'emploi, 1854.
- Rapport sur un cas de surdi-mutité consécutif à l'explosion d'une bombe, 1855.
- Mémoire sur un nouveau mode d'occlusion des yeux dans le traitement des ophthalmies en général, 1856.
- Opération de rhino-blépharoplastie, 1857.
- Sur les Trombes de mer et sur une nouvelle théorie de ce phénomène, 1859.
- Traité théorique et pratique des maladies de l'oreille et des organes de l'audition, 1860.
- Des modifications à introduire dans les salles de spectacle au double point de vue de l'hygiène des artistes et de l'éclairage de la scène, 1861.
- Observation d'un cas de surdité produite par une affection grave de l'oreille moyenne guérie par la perte complète des deux membranes du tympan et de la chaîne des osselets, l'étrier excepté, Paris, s.d.
- Hygiène comparée des hôpitaux en France et à l'étranger, 1863.
- Mémoire sur trois cas de guérison de surdités produites par des tumeurs osseuses développées dans le conduit auditif externe, 1863.
- Mémoire sur deux observations de polypes fibreux du conduit auditif externe opérés par un nouveau procédé, guérison et rétablissement de l'ouïe, 1864.
- Aphasie, 1865.
- Moyen prophylactique, le seul efficace, à opposer aux invasions ultérieures du choléra, 1865.
- Le choléra et le Congrès sanitaire diplomatique international, 1866.
- La femme arabe dans la province de Constantine, 1866.
- De l'Influence de l'hygiène sur le développement physique, moral et intellectuel de la première enfance, par M. le docteur Despaulx-Ader : Analyse par M. Bonnafont, 1866.
- M. le professeur Bouchardat et M. Marchal (de Calvi), 1867.
- Considérations sur l'otorrhée, particulièrement chez les enfants, et sur un nouveau mode de traitement, 1867.
- Histoire de deux têtes d'Arabes décapités, 1867.
- Les salles de spectacle, 1868.
- Observation d'un cas de surdité complète de l'oreille gauche due à l'oblitération du conduit auditif externe par une tumeur osseuse (exostose siégeant près la membrane du tympan), guérie par la trépanation de la tumeur, 1868.
- La vaccine, 1869.
- Mémoire sur quelques phénomènes nerveux sympathiques qui se produisent pendant l'inflammation aiguë de la membrane du tympan, 1869.
- Souvenirs de voyage en Écosse. Une journée passée à Édimbourg avec le Dr Simpson, 1870.
- Nouveaux Documents à propos de la discussion sur la vaccine animale et jennérienne à l'Académie de médecine, 1870.
- Nouvel Appareil insufflateur et aspirateur destiné à injecter des liquides ou à aspirer ceux contenus dans l'oreille moyenne et la trompe d'Eustache, 1870.
- Mémoire sur un nouvel appareil contentif appliqué spécialement aux fractures comminutives des jambes par armes à feu, 1870.
- Ambulances internationales et privées, 1871.
- De l'Acclimatement des européens et de l'existence d'une population civile romaine en Algérie démontrée par l'histoire, suivis d'une notice historique sur les beys qui ont régné à Constantine depuis l'an de l'hégire, 1871.
- Deux Observations de myringite (du tympan), suivies de symptômes simulant une affection grave des méninges, 1872.
- Discours prononcé à l'Académie de médecine dans la discussion sur le choléra, 1875.
- Notice sur quelques établissements scientifiques et de bienfaisance de Moscou, 1876.
- Voyage dans le nord de l'Europe à propos du Congrès préhistorique de Stockholm en 1874, 1876.
- Du degré de responsabilité légale des sourds-muets, 1877.
- Note sur un cas de surdité ancienne rebelle à tous les traitements ordinaires, guérie radicalement par la trépanation de la membrane du tympan pratiquée par un nouveau procédé, 1877.
- Excursion et pêche du corail à la Calle en 1837, 1878.
- Lettres sur la Suisse, adressées à un ami, 1878.
- Considérations médico-psychologiques sur les sourds-muets et les aveugles, 1879.
- Douze ans en Algérie, 1830-1842, 1880.
- Considérations rétrospectives sur l'insalubrité de la plaine de la Mitidja et sur les premiers travaux d'assainissement des marais, 1881.
- Quelques réflexions sur les événements actuels de l'Afrique : lettre à un ami , 1881.
- Pérégrinations en Algérie, 1830 à 1842 : histoire, éthographie, anecdotes, 1884.
- L'Europe en train rapide, 1886.

## Sources et références
1. ↑  Acte de décès à Paris 9e, n° 779, vue 9/31.
2. 1 2 3 4 5 6 7 8 9 10 11  Dictionnaire de Biographie française, t. 6, col. 970-971.
3. 1 2  Ségal 1983, p. 64.
4. 1 2 3  Ségal 1983, p. 65.
5. 1 2 3 4 5 6  Dictionnaire des médecins, p. 90.
6. ↑  Clarac 2008, p. 804.
7. ↑  « Jean-Pierre Bonnafont (1805-1891) », sur data.bnf.fr.
8. ↑  Ségal 1983, p. 66.
9. 1 2  Paris V, « La naissance de l'oto-rhino-laryngologie en France – Le développement de l’otologie en France ».
10. 1 2 3 4  « Cote LH/281/49 », base Léonore, ministère français de la Culture.
11. ↑  Académie nationale de médecine, « Les membres – Bonnafont Jean Pierre ».